# Southwark
Southwark ('sʌðərkⓘ) es un distrito del centro de Londres situado en la orilla sur del río Támesis, que forma la parte noroccidental del moderno y más amplio municipio londinense de Southwark. Este distrito, que es la parte más antigua del sur de Londres, se desarrolló debido a su posición en el extremo sur de las primeras construcciones del Puente de Londres, el cual fue durante siglos el único cruce seco del río. Alrededor del año 43 d. C., los ingenieros del Imperio romano consideraron que las características geográficas de la orilla sur eran adecuadas para la construcción del primer puente.
El núcleo histórico de esta ciudad, la City de Londres, se encuentra al norte del puente y durante siglos el área de Southwark, justo al sur del puente, estuvo parcialmente gobernada por la City, mientras que otras zonas del distrito estaban gobernadas de forma más laxa. La sección conocida como Liberty of the Clink se convirtió en un lugar de entretenimiento. En el siglo XII, Southwark ya se había constituido como un antiguo municipio, y este estatus histórico se refleja en el nombre alternativo de la zona, como Borough (municipio). La fachada fluvial del antiguo municipio de Southwark se extendía desde el límite del municipio moderno, justo al oeste de la Torre Oxo, hasta St Saviour's Dock (originalmente la desembocadura del río Neckinger) en el este. En el siglo XVI, partes de Southwark cercanas al Puente de Londres se convirtieron en un distrito oficial de la ciudad, Bridge Without.
La zona urbana se amplió con el paso de los años y Southwark se separó completamente de la City desde el punto de vista administrativo en 1900. Entre los puntos de interés locales se encuentran la catedral de Southwark, Borough Market, el teatro Shakespeare's Globe, The Shard, Tower Bridge, Butler's Wharf y el museo Tate Modern.

## Historia

### Toponimia
El nombre Suthriganaweorc o Suthringa geweorche aparece registrado para esta área en el documento anglosajón del siglo X conocido como Burghal Hidage y significa «fuerte de los hombres de Surrey» o «el trabajo defensivo de los hombres de Surrey». Southwark aparece registrado en el Domesday Book de 1086 como Sudweca. El nombre significa «trabajo defensivo del sur» y se forma a partir del inglés antiguo sūþ (sur) y weorc (trabajo). La ubicación meridional hace referencia a la ciudad de Londres al norte, ya que Southwark se encuentra en el extremo sur del Puente de Londres. En inglés antiguo, Surrey significa «distrito del sur (o los hombres del distrito del sur)», por lo que el cambio de «trabajo del distrito del sur» a este último «trabajo del sur» puede ser una evolución basada en la elisión del elemento ge, de una sola sílaba, que significa distrito.

### Roma

Londinium en el año 400 d. C.: Una estrecha franja de terreno firme en el lado de Southwark ofrecía una oportunidad para construir un puente sobre el Támesis. Este puente fue central para la fundación de Londinium.

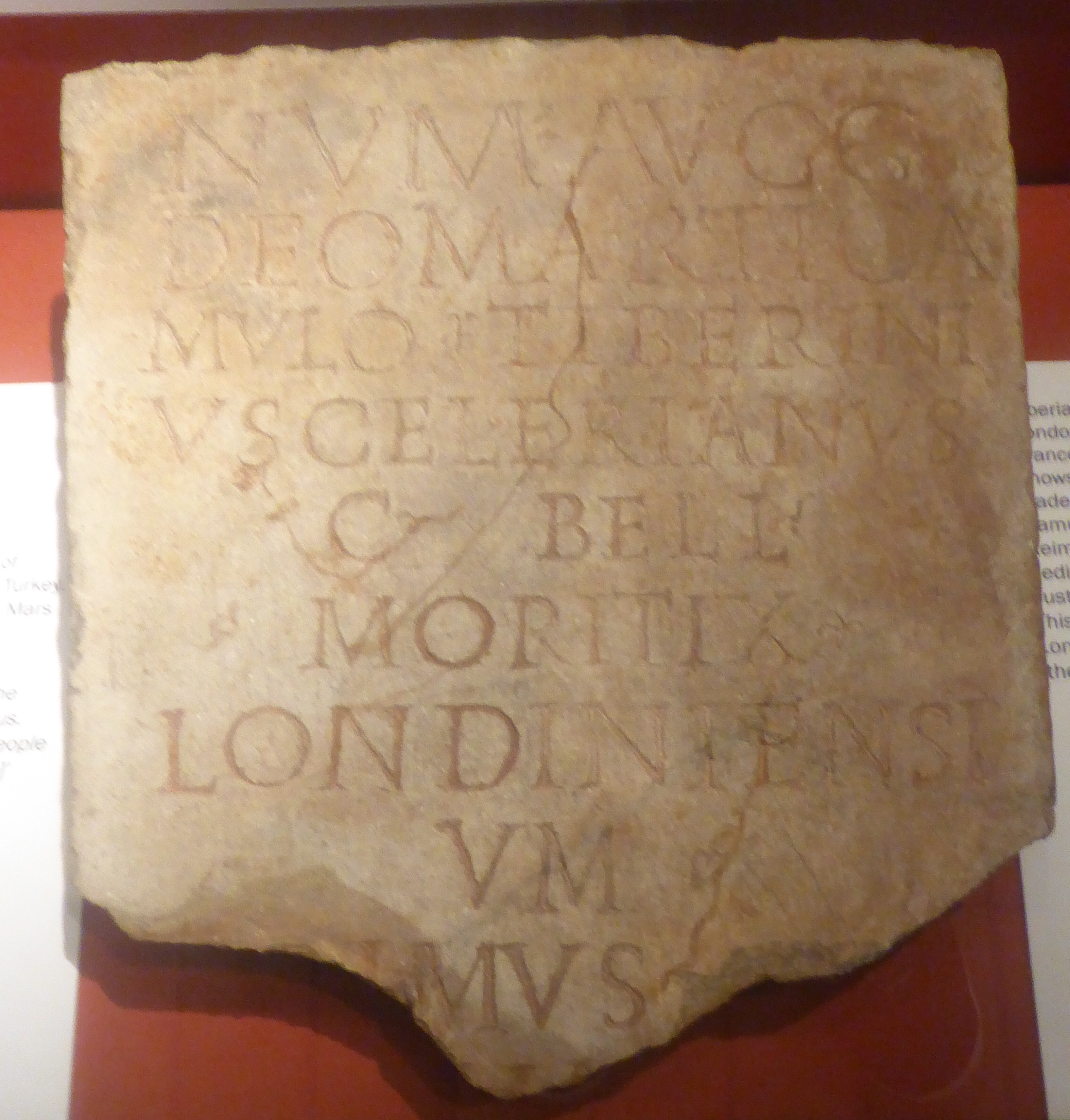
Museo de Londres, inscripción en una estela que menciona a los londinenses» por primera vez.

Las excavaciones recientes han revelado actividad anterior a los romanos, incluyendo evidencia de arados primitivos, túmulos funerarios y actividad ritual.
La geografía natural de Southwark (ahora alterada por la actividad humana) fue el factor principal que determinó la ubicación del Puente de Londres y, por ende, de Londres mismo.

#### Entorno natural
Hasta hace relativamente poco, el Támesis era mucho más ancho y poco profundo durante la marea alta, en el centro de Londres. La línea costera natural de la City de Londres estaba algo más retirada de su ubicación actual, y la línea costera de marea alta en el lado de Southwark estaba mucho más atrás, excepto en la zona alrededor del Puente de Londres.
Southwark consistía en su mayoría en una serie de islas mareales a menudo pantanosas en el Támesis, con algunos de los canales entre estas islas formados por ramales del río Neckinger, un afluente del Támesis. Una estrecha franja de terreno más elevado y firme corría en alineación norte-sur y proporcionaba un tramo de agua mucho más estrecho, incluso durante la marea alta, lo que permitió a los romanos construir un puente sobre el río.
Como el punto más bajo de cruce del Támesis en la Britania romana, este puente determinó la ubicación de Londinium; sin el Puente de Londres, es poco probable que hubiera habido un asentamiento de importancia en la zona. Anteriormente, el principal cruce era un vado cerca del Puente de Vauxhall. Debido al puente y al establecimiento de Londres, los romanos trazaron dos calzadas hacia Southwark: Stane Street y Watling Street, que se unían en lo que hoy es Borough High Street.
Durante siglos, el Puente de Londres fue el único puente sobre el Támesis en el área, hasta que se construyó otro puente aguas arriba a más de 10 millas (16 km) al oeste.

#### Hallazgos arqueológicos
En febrero de 2022, arqueólogos del Museo de Arqueología de Londres (MOLA) anunciaron el descubrimiento de un mosaico romano masivo y bien conservado, que se cree que data del 175–225 d. C. El mosaico del comedor (triclinium) presentaba patrones de nudos conocidos como el «nudo de Salomón» y formas florales y geométricas en colores rojo oscuro y azul, conocidas como guilloché.
En un trabajo arqueológico realizado en Tabard Street en 2004, se descubrió una placa con la referencia más antigua a «londinenses» del período romano.

#### Fin de Southwark romano
Londinium fue abandonado al final de la ocupación romana a principios del siglo V, y tanto la ciudad como su puente cayeron en ruinas. El asentamiento en Southwark, al igual que el principal asentamiento de Londres al norte del puente, había sido prácticamente abandonado un poco antes, hacia finales del siglo IV.

### Sajones y vikingos

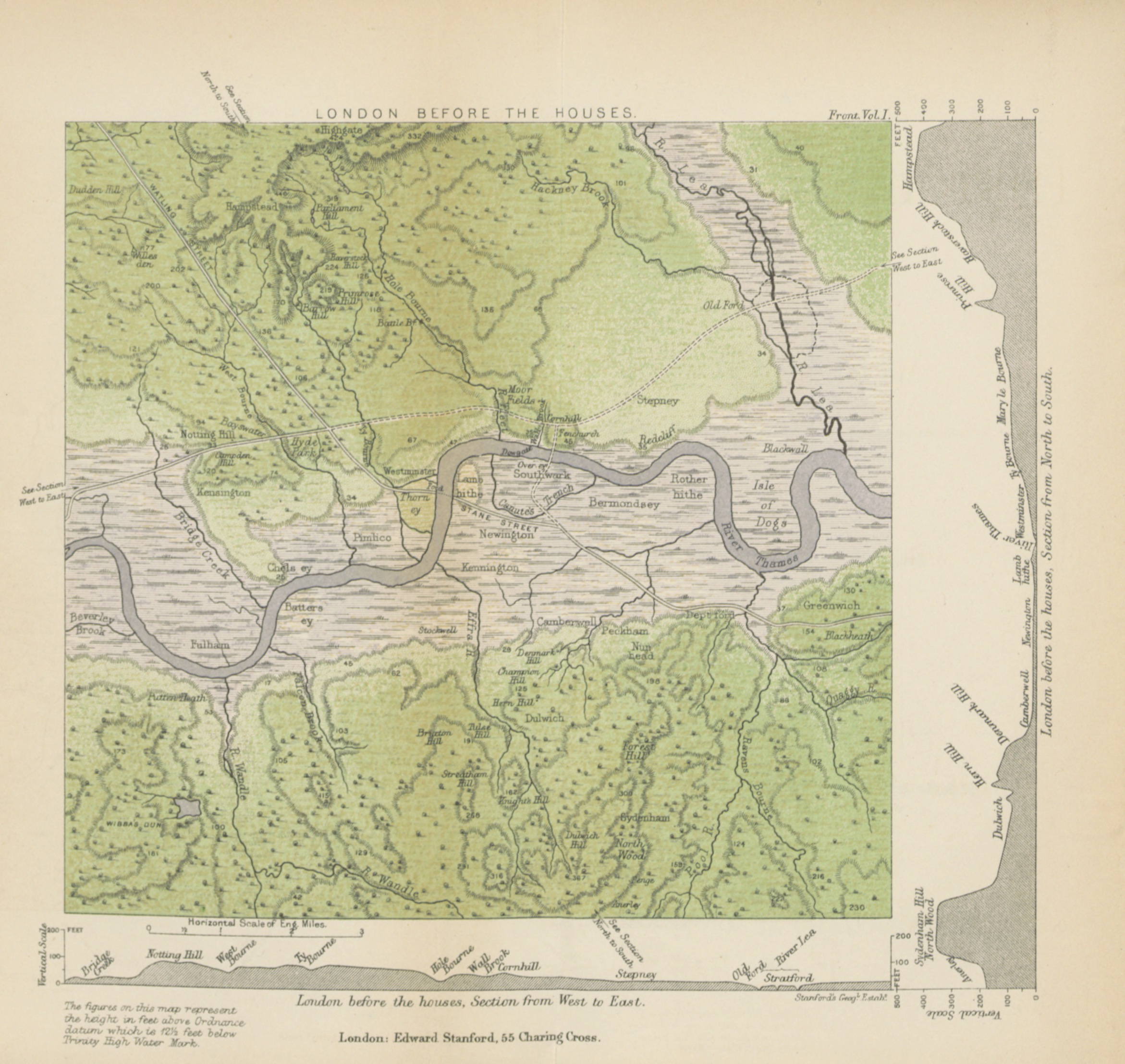
Southwark, City, Westminster y zonas vecinas, antes de la urbanización. Se muestra la Fosa de Canuto, alrededor del borde de Southwark.

#### Alfredo el Grande
Southwark parece recuperarse solo durante la época del rey Alfredo y sus sucesores. Hacia 886 se creó el burh de Southwark y se reocupó la zona de la ciudad romana. Probablemente se fortificó para defender el puente y, por tanto, la resurgente City de Londres al norte.

#### San Olaf
Esta función defensiva tuvo relevancia por el papel que desempeñó el puente en la guerra de 1014-1016 entre el rey Ethelred el Indeciso y su aliado Olaf II Haraldsson (más tarde rey de Noruega y posteriormente conocido como San Olaf o San Olave), y Sweyn Forkbeard y su hijo Cnut (más tarde rey Cnut).
Londres se rindió ante Sweyn en 1014, pero a la muerte de éste, Ethelred regresó con el apoyo de Olaf. Sweyn había fortificado Londres y el puente, pero según la saga de Snorri Sturleson, Edgar y Olaf ataron cuerdas de los postes de soporte del puente y lo tiraron al río, junto con el ejército danés, y así Ethelred pudo reconquistar Londres. Este puede ser el origen de la canción infantil «El puente de Londres se está cayendo» (London Bridge Is Falling Down).
Antes de la conquista normanda existía una iglesia, Iglesia St Olave, dedicada a San Olaf, que sobrevivió hasta la década de 1920. La St Olaf House (parte del London Bridge Hospital), que lleva el nombre de la iglesia y su santo, se alza en el mismo lugar. Tooley Street, que es una corrupción de St Olave's Street, también toma su nombre de la antigua iglesia.

#### Rey Cnut
Cnut regresó en 1016, pero la captura de la ciudad fue un gran desafío. Para aislar Londres de los suministros fluviales río arriba, Cnut cavó una trinchera alrededor de Southwark, de modo que pudiera navegar o arrastrar sus barcos alrededor de Southwark y llegar río arriba de una manera que permitiera a sus barcos evitar el Puente de Londres, ya que estaba protegido fuertemente. De este modo esperaba aislar Londres del reabastecimiento fluvial río arriba. Los esfuerzos del danés por reconquistar Londres fueron en vano, hasta que ese mismo año derrotó a Ethelred en la batalla de Assandun, en Essex, y se convirtió en rey de Inglaterra. Se cree que el tramo del camino de Kent, en Lock Bridge, era la trinchera de Canuto. En mayo de 1016, en 1173, se utilizó un canal que seguía un curso similar para drenar el Támesis y permitir las obras de construcción del puente de Londres.

### Periodo medieval posterior

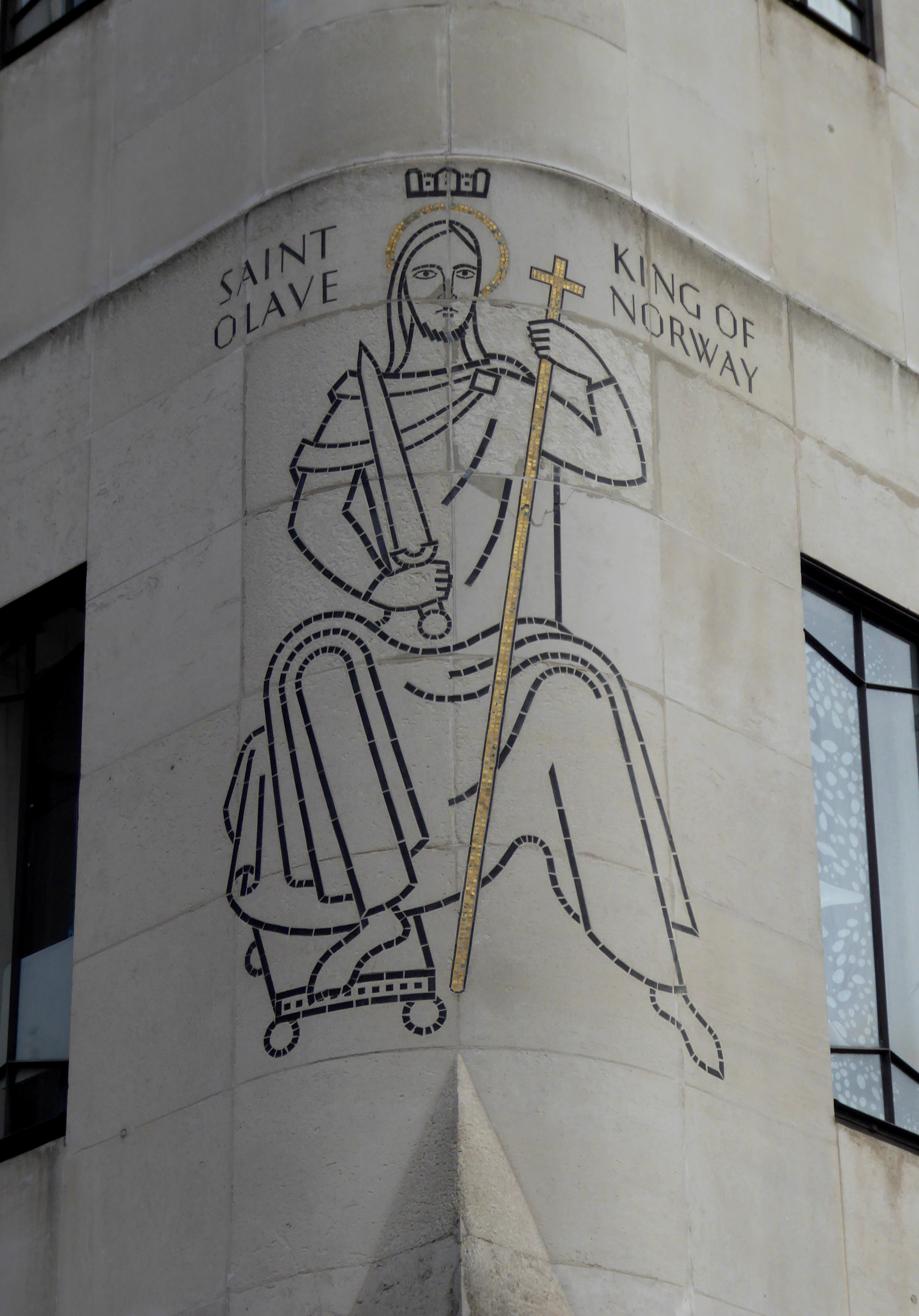
St Olaf House, Southwark. Olaf (u Olave) ayudó a los ingleses a recuperar el Puente de Londres, y con él Londres, de manos de sus compatriotas nórdicos.

Southwark, y en particular el puente, resultó ser un gran obstáculo para Guillermo el Conquistador en 1066, ya que no consiguió forzar el puente durante la conquista normanda de Inglaterra, pero se desarrolló una batalla en Southwark.
Según el Domesday, los bienes del área se registraron de la siguiente manera: El obispo Odo de Bayeux poseía el monasterio (el emplazamiento de la moderna catedral de Southwark) y la vía navegable, que aún existe como muelle de St Mary Overie; el rey poseía la iglesia (probablemente la de St Olave) y su corriente de marea (muelle de San Olave); los derechos de la vía navegable o lugar de amarre se repartían entre el rey Guillermo I y el conde Godwin; el rey también tenía el peaje de la ribera; y los «hombres de Southwark» tenían derecho a «un haw y su peaje». El valor de Southwark para el rey era de 16 libras. Gran parte de Southwark era originalmente propiedad de la iglesia. Una evidencia de la tradición monástica de Londres es la catedral de Southwark, originalmente priorato de St Mary Overie.
A principios de la Edad Media, Southwark se desarrolló y fue una de las cuatro ciudades de Surrey que eligieron diputados para la primera Cámara de los Comunes en 1295. Un importante mercado ocupaba la calle High Street desde algún momento del siglo XIII, controlado por los oficiales de la ciudad, y más tarde fue removido para mejorar el tráfico hacia el puente, bajo un fideicomiso independiente por Ley del Parlamento de 1756 como el Borough Market en el emplazamiento actual. La zona era famosa por sus posadas, especialmente The Tabard, desde la que partían los peregrinos de Geoffrey Chaucer en Los cuentos de Canterbury.

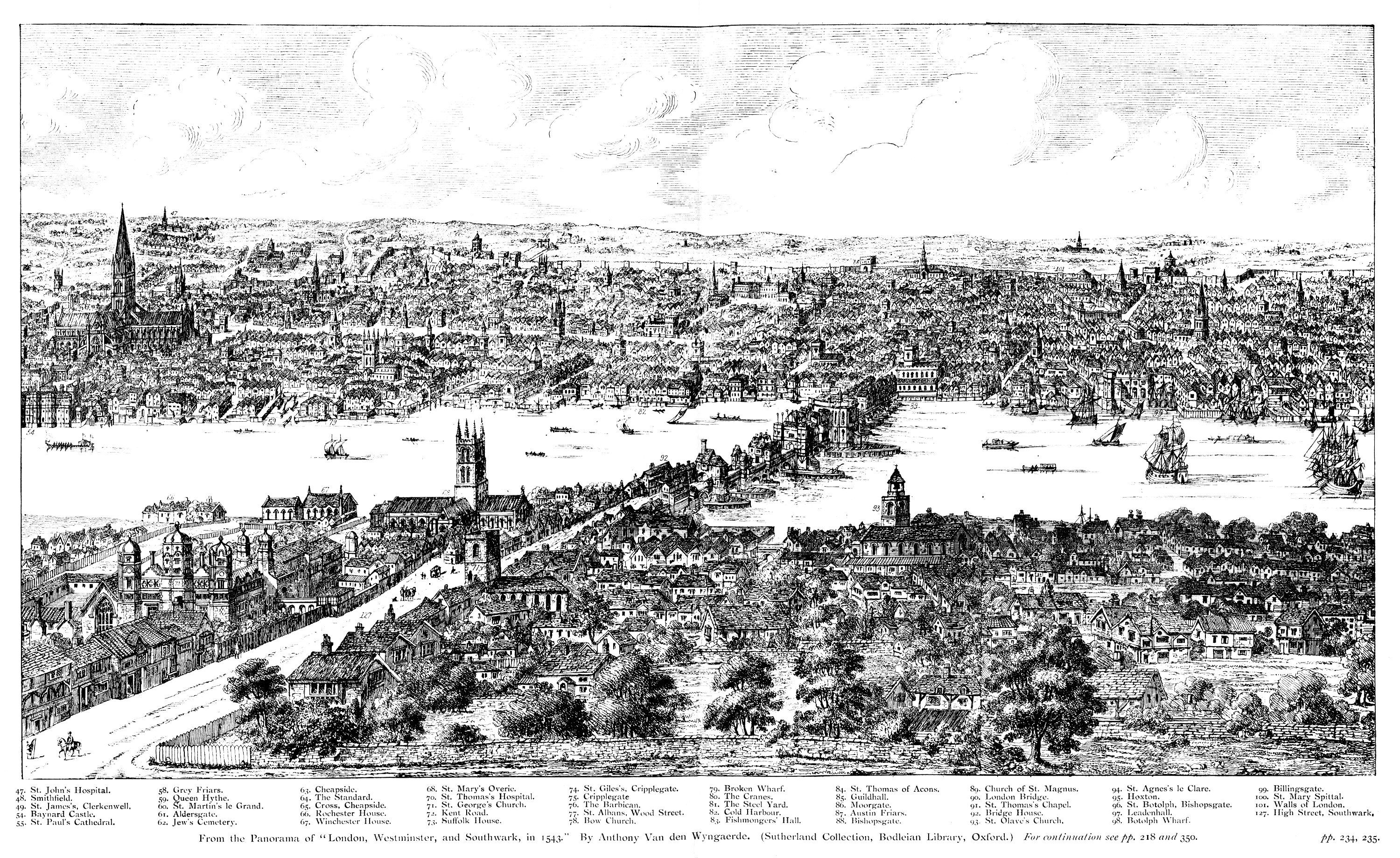
Parte del Panorama de Wyngaerde (Sección 2), con Southwark en primer plano y lo que hoy es la catedral de Southwark y el viejo puente de Londres en el centro en 1543.

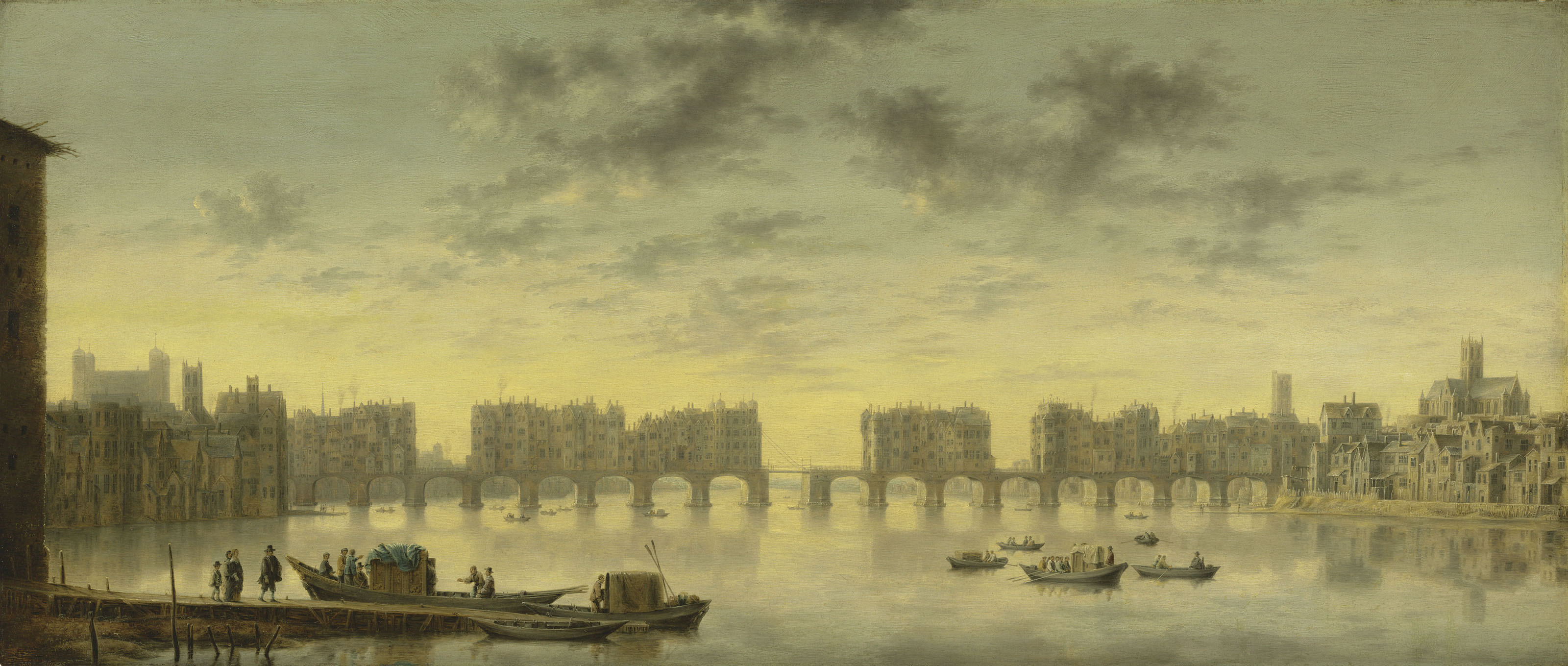
Antiguo puente de Londres, hacia 1650, con la actual catedral de Southwark visible a la derecha.

La continua importancia defensiva del Puente de Londres quedó demostrada por su importante papel a la hora de frustrar la rebelión de Jack Cade en 1450; el ejército de Cade intentó cruzar el puente para entrar en la City, pero fue frustrado en una batalla que cobró 200 vidas. El puente también estuvo cerrado durante el Asedio de Londres en 1471, ayudando a frustrar los intentos del Bastardo de Fauconberg de cruzar y capturar la City.

### Posmedieval
Justo al oeste del puente se encontraba el señorío de Liberty of the Clink, que nunca estuvo bajo el control de la ciudad, sino bajo la autoridad nominal del obispado de Winchester. Esta falta de supervisión contribuyó a que la zona se convirtiera en el distrito de ocio de Londres, con una concentración de atracciones a veces de dudosa reputación, como el hostigamiento de toros y osos, las tabernas, el teatro y los burdeles.
En la década de 1580, Reasonable Blackman trabajó como tejedor de seda en Southwark, siendo una de las primeras personas de ascendencia africana en trabajar como empresarios independientes en Londres en aquella época. En 1587, se inauguró el primer teatro de Southwark, The Rose. Fue fundado por Philip Henslowe y pronto se convirtió en un popular lugar de entretenimiento para toda clase de londinenses. Tanto Christopher Marlowe como William Shakespeare, dos de los mejores escritores de la época isabelina, trabajaron en The Rose.
En 1599 se erigió en Bankside, en el Liberty of the Clink, el Globe Theatre, del que Shakespeare era accionista. Se incendió en 1613 y fue reconstruido en 1614, pero los puritanos lo cerraron en 1642 y lo derribaron poco después. Una réplica moderna, llamada Shakespeare's Globe, se ha construido cerca del emplazamiento original. A finales del periodo isabelino, el empresario de estos espectáculos fue Edward Alleyn, colega de Shakespeare, que dejó muchas donaciones benéficas locales, entre las que destaca el Dulwich College.
Durante la segunda guerra civil inglesa, una fuerza de rebeldes realistas de Kent se acercó a Londres, con la esperanza de que la ciudad, poco defendida, cayera en sus manos, o de que los ciudadanos se alzaran a su favor; sin embargo, sus esperanzas se desvanecieron cuando Philip Skippon, a cargo de la defensa, fortificó rápidamente el puente, haciéndolo prácticamente inexpugnable para la modesta fuerza realista.
El 26 de mayo de 1676, diez años después del Gran Incendio de Londres, se declaró un gran incendio que se prolongó durante 17 horas antes de que se volaran las casas para crear cortafuegos. El rey Carlos II y su hermano, Jacobo, duque de York, supervisaron el esfuerzo.
En Southwark también se celebraba una famosa feria cerca de la iglesia de St George the Martyr. William Hogarth representó esta feria en su grabado Southwark Fair (1733).
En Southwark también se encontraban varias prisiones, incluidas las de los tribunales de la Corona o de la Prerrogativa, las prisiones de Marshalsea y King's Bench, las de los tribunales de los feudos locales, por ejemplo, Borough Compter, The Clink y la cárcel del condado de Surrey, que originalmente se encontraba en White Lion Inn (también llamada informalmente Borough Gaol) y, finalmente, en Horsemonger Lane Gaol.
Otra familia local es la de los Harvard. John Harvard estudió en la escuela parroquial de St Saviour's y posteriormente en la Universidad de Cambridge. Posteriormente, emigró a la colonia de Massachusetts y dejó su biblioteca y el resto de su testamento a la nueva universidad de la zona, que recibió su nombre como primer benefactor. La Universidad Harvard mantiene un vínculo con él, al haber sufragado una capilla conmemorativa en la catedral de Southwark (la iglesia parroquial de su familia), donde sus antiguos alumnos residentes en el Reino Unido celebran oficios religiosos. La casa de la madre de John Harvard está en Stratford-upon-Avon.

### Urbanización
En 1836 se creó el primer ferrocarril de la zona de Londres, el Ferrocarril de Londres y Greenwich, que originalmente terminaba en Spa Road y más tarde se extendió hacia el oeste hasta el Puente de Londres.

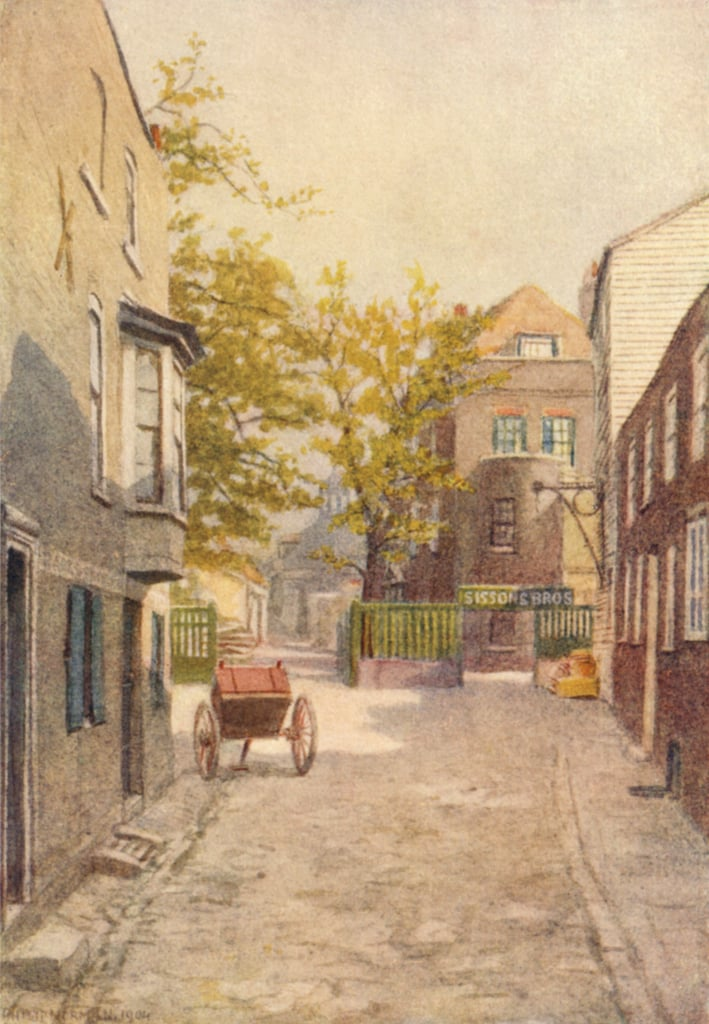
Edificios Laytons, Southwark, 1904 por Philip Norman.

En 1861, otro gran incendio en Southwark destruyó un gran número de edificios entre Tooley Street y el Támesis, incluidos los situados alrededor de Hays Wharf (más tarde sustituido por Hay's Galleria) y bloques al oeste casi hasta la iglesia de St Olave.
La primera línea de metro a gran profundidad de Londres fue la City and South London Railway, actual ramal Bank de la Northern Line, inaugurada en 1890, que iba desde King William Street hacia el sur, pasando por Borough, hasta Stockwell. Desde 1999, Southwark también cuenta con las estaciones de Southwark, Bermondsey y London Bridge en la línea Jubilee.

## Desarrollo administrativo

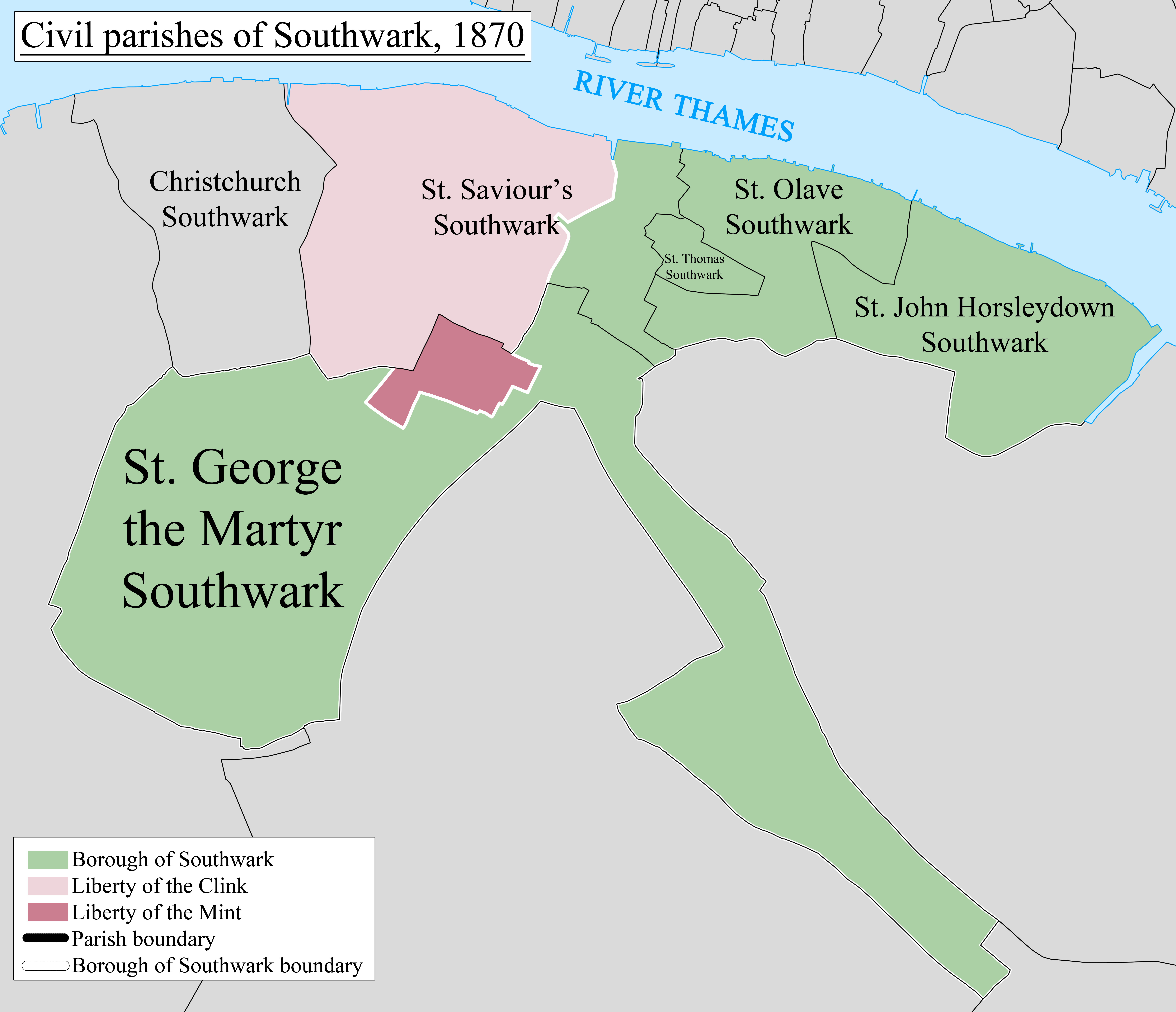
Las parroquias del antiguo municipio de Southwark, 1870

El distrito metropolitano de Southwark se formó mediante la fusión de partes occidentales de Southwark con Newington.

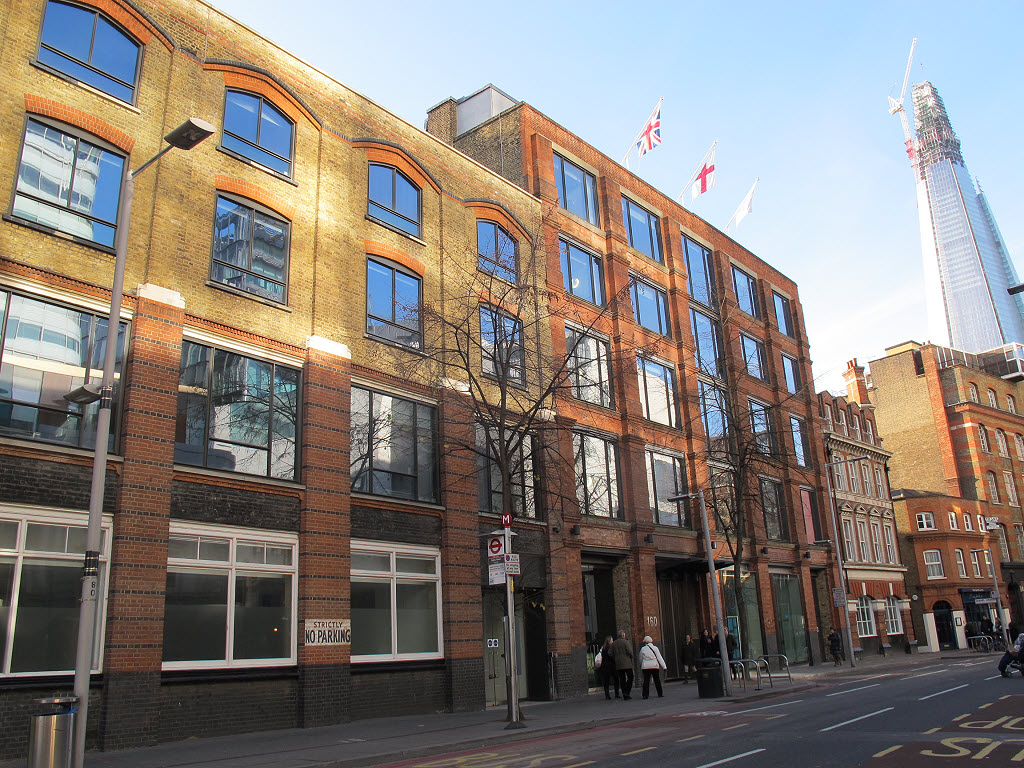
160 Tooley Street, sede del distrito londinense de Southwark

Se cree que Southwark se convirtió en burh en 886. La zona aparece en el Libro de Domesday de 1086 dentro de la centena de Brixton como propiedad de varios señoríos de Surrey.
El antiguo municipio de Southwark, constituido en 1295, estaba formado inicialmente por las parroquias preexistentes de Surrey de St George the Martyr, St Olave, St Margaret y St Mary.
St Margaret y St Mary fueron abolidas en 1541 y su antigua área se combinó para crear Southwark St Saviour. Hacia 1555, Southwark St Thomas se separó de St Olave y, en 1733, Southwark St John Horsleydown también se separó.
En 1855 las parroquias pasaron a depender de la Metropolitan Board of Works. La gran parroquia de St George the Martyr fue gobernada por su propia junta administrativa, pero las parroquias más pequeñas de St John Horsleydown, St Olave y St Thomas fueron agrupadas para formar el distrito de St Olave. St Saviour se combinó con Southwark Christchurch (la antigua libertad de Paris Garden) para formar el distrito de St Saviour. En 1889, la zona pasó a formar parte del nuevo condado de Londres. St Olave y St Thomas se unieron como una sola parroquia en 1896.
Tradicionalmente, el antiguo distrito (borough) de Southwark se conocía simplemente como The Borough o Borough para distinguirlo de «The City», y este nombre ha persistido como denominación alternativa de la zona. El corazón medieval de Southwark también se denominaba, simultáneamente, distrito (ward) de Bridge Without cuando era administrado por la ciudad (de 1550 a 1900) y concejal (aldermanry) hasta 1978.
El gobierno local se reorganizó en 1900 con la creación del distrito metropolitano de Southwark, el cual comprendía las parroquias de Southwark Christchurch, Southwark St Saviours, Southwark St George the Martyr y Newington. El distrito metropolitano de Southwark tenía su sede en el antiguo Newington Vestry Hall, ahora conocido como Walworth Town Hall. Las parroquias orientales que habían formado el distrito de St Olave pasaron a formar parte del distrito metropolitano de Bermondsey. En 1965, los dos distritos se unieron al distrito metropolitano de Camberwell para formar el actual distrito londinense de Southwark.
En 1905 se creó la nueva diócesis de Southwark a partir de partes de la diócesis de Rochester; la diócesis atiende a amplias zonas del sur de Londres y Surrey.

### Relación con la City de Londres
Southwark estaba fuera del control de la City de Londres y era un refugio para delincuentes y comerciantes libres, que vendían mercancías y ejercían el comercio al margen de la regulación de las Livery Companies de la ciudad. En 1327, la City obtuvo del rey Eduardo III el control del señorío situado junto al lado sur del puente de Londres, conocido como Town of Southwark (llamado posteriormente Guildable Manor, es decir, el lugar de los impuestos y peajes). Las Livery Companies también se aseguraban la jurisdicción sobre la zona.
A partir del periodo normando, la organización señorial se obtuvo a través de grandes magnates laicos y eclesiásticos. Southwark aún conserva vestigios de ello debido a la conexión con la City de Londres. En 1327, la ciudad adquirió a Eduardo III el villorrio original de Southwark, que también fue descrito como «el borough». En 1536 Enrique VIII adquirió las propiedades del priorato de Bermondsey y en 1538 las del arzobispo. En 1550 fueron vendidas a la ciudad.
Tras muchas décadas de peticiones, en 1550 Southwark se incorporó a la City de Londres como distrito de Bridge Without. Sin embargo, el concejal era nombrado por el Tribunal de Concejales y nunca se eligieron concejales comunes. Este distrito estaba constituido por el Guildable Manor original y las propiedades que anteriormente estaban en manos de la iglesia, en virtud de una carta de Eduardo VI, llamada más tarde el King's Manor o Great Liberty. Estas mansiones todavía están constituidas por la ciudad bajo un Bailiff y Steward con sus Cortes Leet y Frankpledge Jurados y Oficiales que todavía se reúnen, y su asamblea anual se celebraba en noviembre bajo el actual High Steward (el Recorder de Londres). El distrito (ward) y la concejalía (aldermanry) se suprimieron en 1978 al fusionarse con el distrito de Bridge Within. Estos tribunales señoriales se conservaron en virtud de la Ley de Administración de Justicia de 1977. Por lo tanto, entre 1750 y 1978 Southwark tenía dos personas (el Alderman y el Recorder) que eran miembros del Tribunal de Concejales y del Consejo Común de la ciudad, que no eran elegidos ni por los ciudadanos libres de la ciudad ni por el electorado de Southwark, sino nombrados por el Tribunal de Concejales.

### Gobierno y representación contemporáneos
El Borough and Bankside Community Council corresponde a los distritos electorales de Southwark de Cathedrals and Chaucer. Estos forman parte de la circunscripción parlamentaria de Bermondsey and Old Southwark, cuyo diputado es Neil Coyle. Está dentro de la circunscripción de la Asamblea de Londres de Lambeth and Southwark. Hasta 2022 Southwark fue la ubicación del Ayuntamiento, sede administrativa de la Autoridad del Gran Londres y lugar de reunión de la Asamblea de Londres y del alcalde de Londres. Desde 2009, Southwark London Borough Council tiene sus oficinas principales en el 160 Tooley Street, tras haber trasladado al personal administrativo desde el Ayuntamiento de Camberwell.

## Geografía y lugares de interés

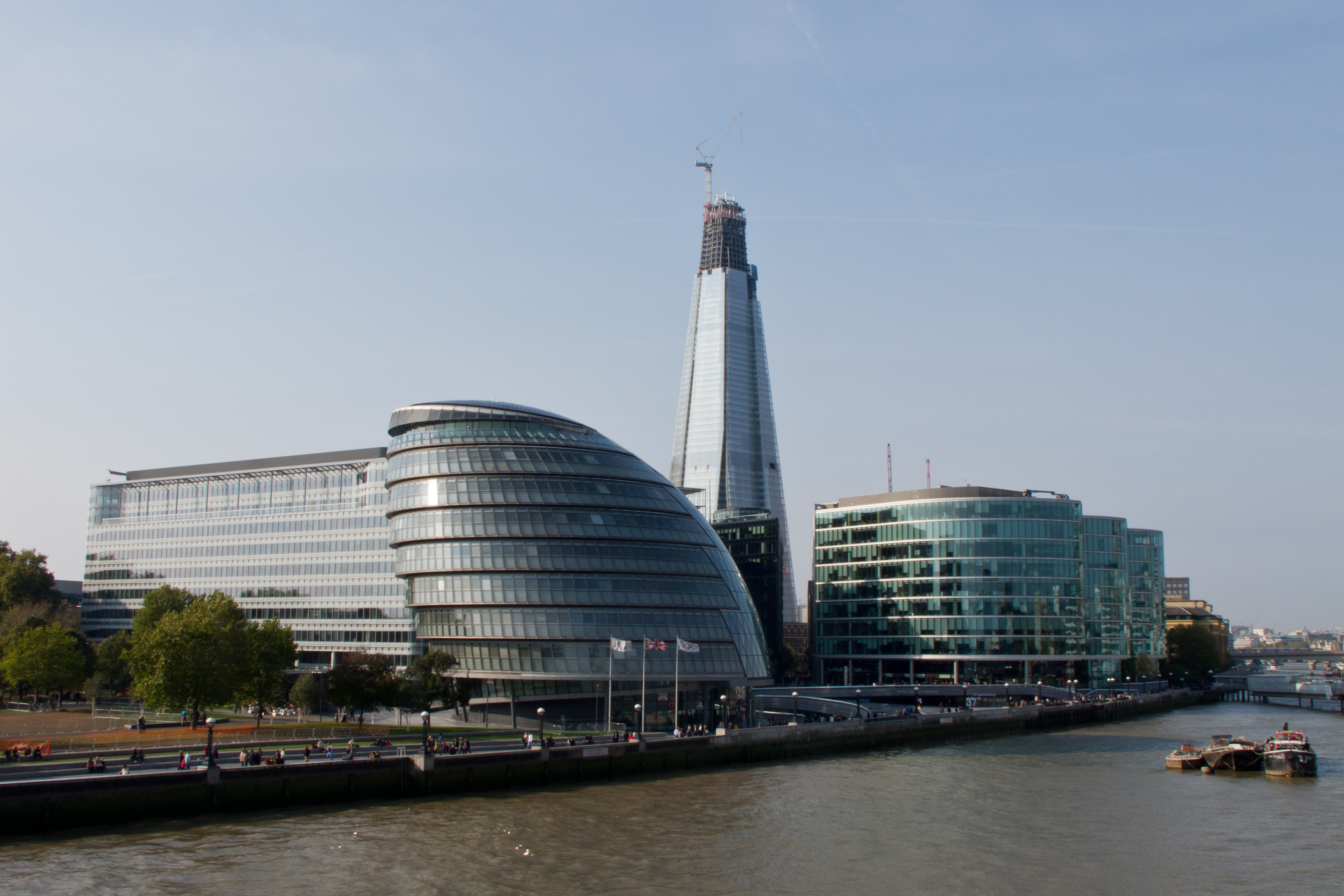
Vista desde el Puente de la Torre hacia Southwark: el Ayuntamiento y el resto de la urbanización More London en primer plano, y el rascacielos The Shard (en construcción en el momento de la foto) al fondo.

Al igual que gran parte de la ribera sur del Támesis, el distrito ha experimentado una amplia regeneración en la última década. El declive del comercio portuario, la industria ligera y las fábricas han dado paso a urbanizaciones residenciales, tiendas, restaurantes, galerías, bares y, sobre todo, a grandes complejos de oficinas que albergan sedes internacionales de asesorías contables, jurídicas y de otros servicios profesionales, sobre todo a lo largo de London Bridge City y More London, entre Tooley Street y la orilla del río. La zona está muy cerca de la City y del West End. Como tal, se ha convertido en un importante centro de negocios con muchas empresas nacionales e internacionales, despachos profesionales y editoriales que se instalan en la zona. El rascacielos más alto de Londres, The Shard, está junto a la estación de London Bridge.
Al norte está el río Támesis, la estación de London Bridge y la catedral de Southwark. El mercado Borough es una atracción turística bien desarrollada y ha crecido en tamaño. Los locales adyacentes se han reconvertido y forman un foco gastronómico para Londres. Borough High Street discurre aproximadamente de norte a sur desde el Puente de Londres hacia Elephant and Castle. El Borough se extiende más hacia el sur de lo que parece; tanto la catedral de St George como el Museo Imperial de la Guerra se encuentran dentro de los antiguos límites, que lindan con el cercano Lambeth.
Su distrito de ocio, en su apogeo en la época del Globe Theatre de Shakespeare (que estuvo en pie entre 1599 y 1642) ha revivido en forma de la reinvención posterior a 1997 del teatro original, el Shakespeare's Globe, que incorpora otros espacios teatrales más pequeños, una exposición sobre la vida y obra de Shakespeare y que colinda con Vinopolis y el London Dungeon. La zona de Southbank, principalmente en Lambeth pero compartida con Southwark, también alberga numerosos locales artísticos.
En su corazón se encuentra la zona conocida como Borough, que cuenta con un ecléctico mercado cubierto y semicubierto y numerosos locales de comida y bebida, además del rascacielos The Shard. En general, Borough es una zona de desarrollo mixto, en la que conviven urbanizaciones municipales, grandes complejos de oficinas, viviendas sociales y barrios residenciales cerrados de alto valor.
Otro punto de referencia es la catedral de Southwark, un priorato y luego iglesia parroquial, creada catedral en 1905, famosa por su coro Merbecke. La zona se encuentra en una fase avanzada de regeneración y cuenta con las oficinas del Ayuntamiento de la Autoridad del Gran Londres.

### Transporte
La zona cuenta con tres estaciones principales de metro: Borough, Southwark y una cercana al río, que se combina con una terminal ferroviaria; London Bridge.

## Personas importantes
- Michael Caine (nacido en 1933), actor.
- King Krule (1994), cantante, compositor, músico, rapero y productor discográfico.
- Lucy Worsley (1973), historiadora, escritora, conservadora y presentadora de televisión.
- Sir Keir Starmer (nacido en 1962), primer ministro del Reino Unido